# Ukraińska Policja Pomocnicza
Ukraińska Policja Pomocnicza (niem. Ukrainische Hilfspolizei, ukr. Українська допоміжна поліція) – ukraińska kolaboracyjna formacja policyjna na terenie Generalnego Gubernatorstwa podczas II wojny światowej. Jej liczebność sięgnęła około 6 tysięcy funkcjonariuszy.

## Historia i organizacja
Formacja została powołana zarządzeniem Hansa Franka z dnia 17 grudnia 1939. W Dystrykcie Galicja utworzona rozporządzeniem władz Generalnego Gubernatorstwa z dnia 18 sierpnia 1941 w miejsce ukraińskiej milicji.
Policja współpracowała z niemieckimi formacjami policyjnymi – posterunki UPP podlegały komendantom dystryktów Ordnungspolizei. Pełniła ona pomocnicze funkcje w:
- utrzymywaniu ładu i porządku wśród ludności cywilnej
- kontrolowaniu ruchu ludności
- ściąganiu kontyngentów
- ściganiu szmuglerów
- poborze ludzi do wyjazdu na roboty przymusowe do Niemiec
- ochronie obiektów, linii kolejowych i kwater niemieckich funkcjonariuszy
- zwalczaniu partyzantki sowieckiej i polskiej konspiracji
- tropieniu ukrywających się Żydów
- egzekucjach i pacyfikacjach, pilnowaniu obozów jenieckich, karnych i gett, udział w likwidacji gett[3].

Składała się niemal w całości z Ukraińców (w tym byłych funkcjonariuszy Policji Państwowej), działała na terenach z przewagą ludności ukraińskiej. W dystrykcie lubelskim posterunki UPP były zlokalizowane we wschodniej części regionu, zasadniczo w wioskach zamieszkanych przez Ukraińców. W pierwszej połowie 1940 roku Ukraińska Policja Pomocnicza była obecna w powiatach chełmskim, hrubieszowskim, zamojskim, biłgorajskim, jarosławskim, przemyskim, sanockim i krośnieńskim Generalnego Gubernatorstwa. Od sierpnia 1941 zakres terytorialny działalności UPP rozszerzył się na dystrykt galicyjski. Okupant niemiecki celowo oddał policję pomocniczą w Galicji Wschodniej w ręce Ukraińców (Polacy służyli tam głównie w Kripo i Bahnschutzu).
W dystrykcie lubelskim obsadzała około 40 posterunków (w Landkreis Hrubieszow: Busno, Czerniczyn, Dołhobyczów, Dubienka, Grabowiec, Hołubie, Hostynne, Hrubieszów, Kryłów, Lubycza Królewska, Łuszczów, Mieniany, Mircze, Modryń, Moniatycze, Poturzyn, Sahryń, Szczepiatyń, Szychowice, Uchanie, Telatyn, Tuczapy, Werbkowice; w Landkreis Bilgoraj: Aleksandrów, Biłgoraj, Biszcza, Bukowina, Cieplice, Dzików, Frampol, Księżpol, Kuryłówka, Łukowa, Obsza, Obżanka, Potok Górny, Tarnogród; w Landkreis Chelm: Chełm, Rakołupy, Wyryki; w Landkreis Zamosc: Jacznia, Łaszczów), a w dystrykcie krakowskim około 20 (m.in. Bircza, Jawornik Ruski, Komańcza, Kuźmina, Medyka, Olszany, Wojtkowa). Mniejsze posterunki liczyły 5-7 funkcjonariuszy, większe do ponad 20 policjantów. Posterunki umieszczano zazwyczaj w budynkach murowanych, o wzmocnionych oknach i drzwiach. Otaczano je okopami ze schronami i stanowiskami broni maszynowej, oraz zasiekami.
Kadry dla UPP szkolono na kursach w Zakopanem i Chełmie oraz w szkołach policyjnych w Krakowie i Lublinie. W lecie 1941 szkoły zlikwidowano, a w ich miejsce utworzono 1 października 1941 we Lwowie Centralną Szkołę Ukraińskiej Policji Pomocniczej. Przeprowadzono również dwa kursy oficerskie w szkole oficerskiej Policji Polskiej Generalnego Gubernatorstwa w Nowym Sączu.
Duża część funkcjonariuszy policji ukraińskiej była równocześnie członkami Organizacji Ukraińskich Nacjonalistów. W marcu 1942 roku na prawie 500 ukraińskich policjantów we Lwowie 122 było byłymi milicjantami OUN. Według wspomnień Bohdana Kazaniwskiego kadra dowódcza szkoły policyjnej we Lwowie "składała się niemal wyłącznie z członków OUN". Po sierpniu 1944 roku część dezerterów z pomocniczej policji ukraińskiej zasiliła szeregi Ukraińskiej Powstańczej Armii.

### Umundurowanie
Ukraińska policja w Generalnym Gubernatorstwie również używała mundurów w kolorze granatowym. Na czapce znajdował herb danego miasta lub gminy. Od policji polskiej odróżniał ją czerwony „zygzak” na kołnierzu (Polacy nosili niebieskie patki).

### Zarobki
Szeregowy funkcjonariusz UPP zarabiał miesięcznie od 211 do 230 zł, podoficer policji 280 zł, porucznik policji 360 zł a kapitan policji 500 zł. Dla porównania nieniemiecki robotnik niewykwalifikowany zarabiał w tym czasie od 156 do 180 zł a nieniemiecki robotnik wykwalifikowany od 264 do 300 zł. Policjantom przysługiwało też miesięcznie pół litra wódki i papierosy.

## Liczebność
- pierwsza połowa 1940: 3 oficerów oraz 242 podoficerów i posterunkowych[5]
- koniec 1940: około 1 tys. (w tym 134 w dystrykcie lubelskim)[13]
- połowa 1942: około 2 tys.[14]
- koniec 1942: 82 oficerów oraz 3312 podoficerów i posterunkowych (w tym około 600 w dystryktach lubelskim i krakowskim)[14]
- koniec 1943: ponad 6 tys. tylko w dystrykcie Galicja[14]

Liczba policjantów ukraińskich w dystrykcie galicyjskim w lipcu 1943:
| Jednostka administracyjna | Oficerowie | Podoficerowie i szeregowi |
| ------------------------- | ---------- | ------------------------- |
| miasto Lwów               | 19         | 841                       |
| powiat lwowski (ziemski)  | 9          | 425                       |
| powiat brzeżański         | 4          | 200                       |
| powiat czortkowski        | 6          | 299                       |
| powiat drohobycki         | 4          | 145                       |
| powiat kamionecki         | 4          | 191                       |
| powiat kołomyjski         | 6          | 271                       |
| powiat kałuski            | 3          | 153                       |
| powiat rawski             | 3          | 165                       |
| powiat samborski          | 3          | 130                       |
| powiat stanisławowski     | 9          | 502                       |
| powiat stryjski           | 5          | 210                       |
| powiat tarnopolski        | 7          | 325                       |
| powiat złoczowski         | 4          | 190                       |
| Suma                      | 86         | 4047                      |

## Udział w Holocauście
Niemcy wykorzystywali również Ukraińską Policję Pomocniczą do organizowania i bezpośredniego udziału w egzekucjach ludności żydowskiej. Pełniła ona tę funkcję nie tylko na ziemiach ukraińskich, ale także polskich, białoruskich i litewskich. Ukraińscy policjanci byli strażnikami w obozach koncentracyjnych, a także czynnie uczestniczyli w likwidacji gett żydowskich.
W latach 1941–1943 Niemcy z powszechnym udziałem policji ukraińskiej dokonali likwidacji ludności żydowskiej. Policja ukraińska uczestniczyła we wszystkich czynnościach procesu zagłady.
Według szacunków profesora Stefana Possony’ego, bazującego na dokumentach izraelskiego Instytutu Jad Waszem, w różnych akcjach antyżydowskich (masowych egzekucjach, deportacjach itp.) wzięło udział około jedenastu tysięcy Ukraińców, którzy w służbie niemieckiej i przy udziale jednostek niemieckich wymordowali na samym tylko Wołyniu i Małopolsce Wschodniej 450.000 Żydów.

## Pacyfikacje wsi i prześladowania Polaków
Od początku działalności Ukraińska Policja stała się jednym z narzędzi terroru okupacyjnego. 5 marca 1940 roku Hans Frank odnosząc się do problemu polskiego ruchu oporu powiedział:

W rozwiązaniu tych problemów przyjdzie wam z pomocą 600 tys. Ukraińców, wrogów Polski od kolebki. Będziemy świadomie przyciągać tych Ukraińców i angażować ich do policji oraz służb publicznych. Mamy pod ręką sokoły, które nie będą oszczędzać Polaków.

Ukraińska Policja Pomocnicza wzięła udział w aresztowaniach polskiej inteligencji w Stanisławowie. Następnie wzięła udział w przewiezieniu zatrzymanych na miejsce kaźni do Czarnego Lasu, gdzie Gestapo z Hansem Krügerem na czele dokonało egzekucji około 200 osób, głównie nauczycieli w sierpniu 1941 r.
We Lwowie na przełomie lutego i marca 1944 ukraińscy policjanci dokonali szeregu zabójstw Polaków, aby zdobyć polskie dokumenty umożliwiające im ucieczkę i nowe życie na Zachodzie. Dopiero odwetowa akcja Nieszpory przeprowadzona przez AK powstrzymała mordy.